# 1877 en chimie
Cet article présente les faits marquants de l'année 1877 en chimie.

## Évènements
- Le physicien autrichien Ludwig Boltzmann établit le formalisme statistique de nombreux concepts physicochimiques comme l'entropie (formule de Boltzmann) et la loi de distribution de vitesse moléculaire dans un gaz (constante de Boltzmann)[1],[2].

- 23 novembre : au Royaume-Uni, Sidney Gilchrist Thomas dépose un brevet pour un procédé permettant la conversion des fontes phosphoreuses en acier[3]. Le procédé Thomas est appliqué à Middlesbrough le 4 avril 1879 et à Hayange en 1881. Il ouvre la voie au développement de l'industrie sidérurgique en Lorraine et en Allemagne[4],[5].

## Prix
- Médaille Davy : Robert Wilhelm Bunsen et Gustav Kirchhoff pour leurs recherches et découvertes en analyse de spectre[6],[7].

## Naissances
- 10 janvier[8] : Frederick Cottrell (mort en 1948), électrochimiste américain.

- 9 mars[9] : Emil Abderhalden (mort en 1950), biochimiste et physiologiste suisse.
- 19 mars[10] : Franz Fischer (mort en 1947), chimiste allemand.

- 14 mai[11] : Jacques Duclaux (mort en 1978), physicien, biologiste, chimiste et professeur français.
- 4 juin[12] : Heinrich Otto Wieland (mort en 1957), chimiste allemand.
- 29 juin[13] : Carl Neuberg (mort en 1956), biochimiste allemand.

- 1er septembre[14] : Francis William Aston (mort en 1945), chimiste anglais, prix Nobel de chimie en 1922[15].
- 2 septembre[16] : Frederick Soddy (mort en 1956), chimiste britannique, prix Nobel de chimie en 1921[17].

## Décès
- 9 avril : William Gossage (né en 1799), chimiste, industriel et inventeur anglais.
- 17 septembre[18] : William Henry Fox Talbot (né en 1800), mathématicien, physicien et chimiste britannique.